# Мартін Вунк
Мартін Вунк (ест. Martin Vunk; нар. 21 серпня 1984, Тарту, Естонська РСР) — естонський футболіст, півзахисник.

## Клубна кар'єра
Розпочав займатися футболом у рідному місті. 1998 року перейшов у юнацьку команду таллінської «Флори». На дорослому рівні дебютував 2000 року в Есілізі у складі «Лелле», де виступав в оренді. 2001 року зіграв перші матчі у вищій лізі у складі «Курессааре», а 2002 року дебютував в основній команді «Флори». У 2003 році перебрався до «Ворріор», де вперше в кар’єрі зміг закріпитися в стартовому складі. У вище вказаному клубі провів сезони 2003 та 2004 років у Мейстрілізі та провів 48 матчів за клуб, відзначився п'ятьма голами. Завдяки вдалим виступам за два роки «Флора» повернула його. З 2005 року був основним гравцем «Флори». У 2008 році став найкращим гравцем року в Мейстрілізі. 21 листопада 2009 року підписав 2-річну орендну угоду з «Сиріанска», який виступав у Супереттані, але основним гравцем не був і зіграв лише 8 матчів у сезоні 2010 року. 5 січня 2011 року, після відходу з «Флори», вільним агентом перейшов до кіпріотського «Неа Саламіна Фамагуста», з яким підписав 1,5-річний контракт. Вийшов разом із клубом з першого дивізіону до вищого та зіграв за цей час 27 матчів. 25 липня 2012 року підписав 2-річний контракт з клубом грецького першого дивізіону «Панахаїкі». Провів у клубі пів року, зіграв вісім матчів.
9 лютого 2013 року підписав 1-річний контракт з «Калев» (Сілламяе).
22 лютого 2014 року підписав 1-річний контракт з «Нимме Калью».
9 грудня 2014 року підписав 1-річний контракт з клубом «Персіджа» (Джакарта). Однак через фінансові проблеми сезон 2015 року в Суперлізі Індонезії скасували, а наприкінці травня Мартін Вунк розірвав контракт.
З 2015 року грав у рідному місті за «Пярну» (з 2017 року перейменований на «Вапрус»).

## Кар'єра в збірній
Виступав за юнацькі та молодіжні збірні Естонії, починаючи з 16 років.
У футболці національної збірної Естонії дебютував 27 лютого 2008 року в товариському матчі проти Польщі, в якому на 67-й хвилині вийшов з лави запасних. Одразу став основним гравцем й водночас єдиним футболістом, який виступав у всіх 14 матчах за команду в тому ж році. 6 вересня 2011 року відзначився першим голом за збірну Естонії в переможному матчі проти Північної Ірландії (4:1), після того, як був дуже близький до свого першого голу в попередній грі проти Словенії. Усього за національну команду у 2008—2014 роках зіграв 67 матчів та відзначився одним голом.

### Голи за збірну
| № | Дата           | Місце                             | Суперник          | Рахунок | Результат | Змагання                            |
| - | -------------- | --------------------------------- | ----------------- | ------- | --------- | ----------------------------------- |
| 1 | 6 вересня 2011 | А. Ле Кок Арена, Таллінн, Естонія | Північна Ірландія | 1–0     | 4–1       | кваліфікація чемпіонату Європи 2012 |

## Досягнення

### Клубна
«Флора»
- Мейстріліга
  -  Чемпіон (1): 2002
  -  Срібний призер (2): 2007, 2008
  -  Бронзовий призер (1): 2006

- Кубок Естонії
  -  Володар (2): 2008, 2009

- Суперкубок Естонії
  -  Володар (1): 2009

«Сиріанска»
- Супереттан
  -  Чемпіон (1): 2010

«Калев» (Сілламяе)
- Мейстріліга
  -  Бронзовий призер (1): 2013

Індивідуальні
- Найкращий футболіст Мейстріліги (1): 2008